# 高江ヘリパッド問題
高江ヘリパッド問題（たかえヘリパッドもんだい）は、沖縄県国頭郡の国頭村と東村にまたがるアメリカ海兵隊の基地である北部訓練場（ジャングル戦闘訓練センター）の過半の返還の条件となる6ヶ所のヘリパッド移設工事に、東村高江の区民総会が反対決議を採択したことに端を発する一連の問題をいう。2007年7月の着工から、ゲート付近の路側帯に建てられたテントでの座り込みによる抗議が続けられていたが、2015年2月に沖縄防衛局が沖縄県国頭郡東村高江に2カ所のヘリパッド(ヘリコプター着陸帯)を建設して米軍に先行提供したためオスプレイの訓練が急増し、2016年7月には残りのヘリパッド建設工事が再開された。その際、基地の出入り口で建設に反対する住民が沖縄県警察の機動隊や全国から派遣された機動隊員、警察に排除された。

## 北部訓練場ヘリコプター着陸帯移設事業（仮称）の概要
- 1 事業名  北部訓練場ヘリコプター着陸帯移設事業（仮称）
- 2 事業者  沖縄防衛局 （代表者 沖縄防衛局長 井上 一徳）
- 3 事業場所  国頭村、東村（北部訓練場内）
- 4 事業目的　SACO最終報告を踏まえ、北部訓練場の過半（約3,987ha）を返還するため、返還される区域に所在するヘリコプター着陸帯を同訓練場の残余部分に移設するとともに、進入路等支援施設を整備することを目的としている。
- 5 事業内容

(1) 事業種 ： ヘリコプター着陸帯（6か所）の移設及び進入路等支援施設の整備
(2) 規模 ： 約3.6ha（6ヶ所合計）※直径45mの着陸帯と外周囲15mの範囲の無障害物帯からなる。
- 着陸帯：全面芝張
- 法面：種子吹付

※進入路（3箇所） 計 約1,400m
- 砕石舗装等（G・H・N-4地区）

(3) 選定経緯 ： 事業実施区域は、過年度調査地点5地区7ヶ所及び継続環境調査地点6地区8ヶ所の中から、4地区6ヶ所を選定。
- 6 環境影響評価手続の実施について

当該事業は、環境影響評価法及び沖縄県環境影響評価条例の対象事業ではないが、自然環境の保全に最大限配慮するとの観点から、事業者の自主的な判断により、環境影響評価を実施したものである。

## 経緯
1995年11月、村山改造内閣は、沖縄県民の負担を軽減し日米同盟関係を強化するために、日本国政府と米国政府とで沖縄に関する特別行動委員会(SACO)を設立し、SACOが日米安全保障協議委員会に対して勧告を作成することを決定した。
1996年12月2日、日米安全保障協議委員会において、第1次橋本内閣池田行彦外務大臣、久間章生防衛庁長官、ウィリアム・J・ペリー国防長官、モンデール大使はSACO最終報告を承認し、沖縄県における米軍基地の総面積の約21%が返還されることとなった。また同報告には、沖縄県国頭郡の国頭村と東村にまたがる北部訓練場の過半が返還される交換条件として、ヘリコプター着陸帯を、返還される区域から北部訓練場の残余部分へ移設することが盛り込まれた。
1998年12月、北部訓練場ヘリコプター着陸帯移設事業（仮称）に係る事後調査報告書につい防衛施設庁は移設候補地選定のための自主環境影響評価調査（自主環境アセス）を、1999年3月まで実施した。
1998年12月17日 上陸訓練のため、北部訓練場提供水域として国頭村安波の宇嘉川河口部の陸域38ヘクタールと水域121ヘクタールが米軍に提供される
1999年3月 日本生態学会、総会決議「沖縄島在沖米海兵隊北部訓練場内ヘリパッド建設予定地の見直しに関する要望書」 を総会で決議する。
3月 日本野鳥の会やんばる支部、「北部訓練場ヘリパッド移設候補地の見直しについての要望書」を沖縄開発長官・外務大臣・防衛庁長官・環境庁長官・駐日米大使らに送付する。
4月 日本野鳥の会「沖縄本島やんばる地区におけるヘリパッド建設予定地の見直しについて（要望書） 」 を提出する。
4月19日 海兵隊所属のCH-53Eヘリコプターが北部訓練場沖合に墜落。乗員4名死亡。
4月　日米合同委員会 において、返還される北部訓練場の区域に所在するヘリパッド（7ヶ所）を同訓練場の残余部分に移設するとともに、進入路等支援施設を整備することを条件として、その過半（約3,987ヘクタール）を返還することが、外務省竹内行夫北米局長と在日米軍司令部副司令官によって合意された（2002年度返還予定）。
5月 沖縄生物学会、ヘリパッド建設計画への反対を決議。
7月 日本応用動物昆虫学会、予定地の見直し求める要望書を4月大会で採択し、7月に署名と併せて提出。
8月11日 海兵隊所属UH-1Nヘリコプターが、東村営グランドに緊急着陸。
10月 日本鳥学会、大会決議「沖縄島在駐米軍北部訓練場内ヘリパッド移設計画の見直しの要望書」 を総会にて決議し、防衛施設局長官宛てに提出した。
10月26日 高江区区民総会において「1.水道と引替えにヘリパッドの移設は認めない、水道は受け入れ条件ではなく行政の責任、2.訓練する航空機が民家上空を飛ばない取決めを要請、3.受け入れ表明した隣接村は騒音被害の処理等を隣接村内で行うべきで高江に被害をもたらさないこと、4.振興策を条件に受け入れ表明した村長への抗議」の4項目を全会一致で決議。
11月 日本鱗翅学会、へリパッド建設見直しの要望書を提出。
11月 日本爬虫両生類学会、ヘリパッド建設見直しの要望書を提出。
2000年2月 植物分類地理学会、ヘリパッド建設見直しの要望書提出を決議。
3月 日本植物分類学会、ヘリパッド建設見直しの要望書提出の決議。
5月23日 海兵隊員が、提供施設外の東村高江の土地改良区に誤って進入し、ペイントボール模擬弾を発射。
7月23日 海兵隊員が、提供施設外の東村高江の国有地で、誤って廃棄物を投棄。
10月 ヨルダンの首都アンマンで開催された、国際自然保護連合（IUCN）の世界自然保護会議で、「沖縄島およびその周辺のジュゴン、ノグチゲラ、ヤンバルクイナの保全」勧告が採択された。
10月　昆虫学会、ヘリパッド建設見直しの要望書。
2001年1月 防衛施設庁は、ヘリパッドの移設候補地周辺で実施した環境調査（1998年12月～2000年3月）の結果概要を公表。
5月 American Bird Conservancy（アメリカ鳥類保護協会）、移設場所の変更の要望書。
2001年4月-2002年3月 調査の結果を踏まえ、自然環境への影響の少ない新たな候補地を探るため、環境調査を継続。
2002年6月 沖縄県環境影響評価条例に準じ、環境影響評価の手続きを開始。「北部訓練場ヘリコプター着陸帯移設に係る継続環境調査検討書」（以下「検討書」という）を公表・閲覧(6月21日-7月22日)。
8月5日 住民等意見の提出期限
8月12日 住民等意見の概要書の県への送付
10月7日 検討書について審査会から答申おとこ

10月11日 検討書に対する知事意見の提出
2004年11月 タイの首都バンコクで開催された、国際自然保護連合（IUCN）の世界自然保護会議で、「日本のジュゴン、ノグチゲラ、ヤンバルクイナの保全」勧告が採択された。
2006年2月9日 環境影響評価図書案の送付
2月10日 環境影響評価図書案の公告・閲覧（3月11日まで）
2月23日 高江区区民総会において、全会一致で「ヘリパッド建設反対」を決議。高江区長は全会一致で決議した抗議文を那覇防衛局職員に提出。
抗議決議の根拠は、「1.ヘリコプター墜落事故等による生命、財産が脅かされる危険、2.騒音による精神的ストレス及び日常生活に及ぼす影響、3.やんばるに生息する希少動植物の保護」
3月2日 住民説明会（国頭村安波公民館：参加人数24人）

3月3日 住民説明会（東村高江公民館：参加人数35人）
3月23日 東村議会、「住宅地域、県道70号線、ダム湖面から遠距離へ着陸帯予定地の移動を要求する決議」を全会一致で可決
3月24日 環境影響評価審査会へ諮問
3月25日 住民等意見の提出期限

4月27日 住民等意見の概要等の県への提出（244通、398件）
7月14日 県環境影響評価審議会は、環境影響評価図書案に対して内容の再検討を求める
7月31日 高江区長と区民代表が、沖縄県環境影響政策課へ「移設見直しを求める要請文書」を提出
8月17日 環境影響評価図書案について審査会から答申
8月25日 環境影響評価図書案に対する知事意見の提出
12月14日 環境影響評価図書の送付

12月25日 環境影響評価審査会へ諮問
2007年1月5日 福地ダム湖面で、米軍のペイント弾1,500発が入った袋1袋が発見された。その後、同年3月までに、福地ダムや新川ダムで、米軍のペイント弾が相次いで発見、回収された。
1月22日 高江区長と区民代表が、沖縄県知事に対し環境評価に対して意見を提出する前に現地を視察し住民と話し合うよう要請
1月26日 環境影響評価図書に対する知事意見の提出
2月20日 補正評価図書の送付
2月21日 補正評価図書の公告・閲覧（2/21～3/22）
3月13日 SACO 案件に関する日米合同委員会にて、外務省西宮伸一北米局長と在日米軍司令部副司令官が合意 ※ヘリコプター着陸帯3ヵ所（N-4地区、H 地区）の建設工事の実施について承認
7月2日 工事着手届けの県への提出

7月3日 工事着手
2008年1月9日 SACO 案件に関する日米合同委員会にて、外務省西宮伸一北米局長と在日米軍司令部副司令官が合意 ※ヘリコプター着陸帯残り3ヵ所（N-1地区、G 地区）の建設工事の実施について承認
2010年6月10日 大宜味村議会、東村高江地区へのヘリパッド建設に反対し、北部訓練場の無条件返還を求める意見書を可決
2011年1月 N-4.1における赤土対策工等の実施
2012年9月 N-4.1における土工事の実施
2013年3月 N-4.1着陸帯が完成
7月24日 事後調査報告書の送付
8月2日 沖縄県環境影響評価審査会への諮問
8月23日 沖縄県環境影響評価審査会における審議
9月9日  環境影響評価審査会から答申
9月 N-4.2着陸帯の工事に着手

10月4日  環境保全措置の要求
2014年3月　N-4.2着陸帯進入路の一部と張芝工を残して工事を中断
3月19日　大宜味村議会、高江のヘリパッド建設に反対し北部訓練場の無条件返還を求める意見書を可決（2回目）
6月12日  事後調査報告書の送付
6月13日  環境影響評価審査会への諮問
9月12日  環境影響評価審査会から答申
9月24日  環境保全措置の要求
7月　進入路の一部と張芝工を再開

7月末　N-4地区に関する工事終了
2015年2月17日　N-4地区の追加提供が閣議決定された（2月19日官報登載）
2月23日 東村議会、N-4地区の2基のヘリパッドに対し、ヘリ新着陸帯使用禁止決議
6月29日 東村議会、オスプレイ飛行禁止と撤去を求める意見書・決議を可決
7月30日  事後調査報告書の送付

7月30日  環境影響評価審査会への諮問
2016年7月11日 沖縄防衛局が早朝から資機材の搬入を行い、ヘリパッド工事を2年ぶりに再開する。県警機動隊員約60人がゲート前で建設に反対していた住民約60人を排除。
2016年7月11日 警察庁警備局警備課長が関係都府県警察本部長などへ宛て、沖縄への派遣態勢に万全を期すよう呼び掛ける文書を発出。
2016年7月12日 沖縄県公安委員会が、東京都、千葉県、神奈川県、愛知県、大阪府、福岡県の公安委員会へ警察職員の援助を要請。
2016年7月18日 約500人の機動隊員が、全国から順次沖縄へ派遣され始める。
2016年7月21日　沖縄県議会、ヘリパッド建設に反対し建設中止を求める意見書を採択。7月26日、県議会より外務省の川田司沖縄特命全権大使に意見書が提出されたが、川田大使からは地元は賛成しているとの回答がなされた。しかし、琉球新報が7月30日から3日間行った住民アンケートによると、高江区民のヘリパッド建設賛成回答はゼロであった。
2016年7月22日 沖縄防衛局が残り4ヶ所のヘリパッド工事に着手。資機材の搬入に伴い、東村高江と国頭村安波の2カ所で県道70号が22日午前6時4分から午後4時47分まで封鎖される。ヘリパッド建設に反対する約100人の市民と全国から派遣された約500人の機動隊員の激しいもみ合いが続いた。
2016年8月11日 韓国籍の自称建設作業員の男が、「警察車両の進行を妨げるように発進と停止を繰り返し」、その後、「警察官に右腕を捕まれた状態で乗っていたミニバイクを急発進させ、転倒させた」として、公務執行妨害の現行犯で逮捕被害に遭った警察官は軽傷だった。
2016年9月21日 東村高江と国頭村安波の住民33人が、国を相手に工事の差し止めを求める訴訟を那覇地方裁判所に提起。差し止めを求める仮処分も同時に申請。
2016年9月24日 添田充啓が抗議運動と称して妨害行動を行って防衛局職員に全治2週間の暴行を行った現行犯で逮捕され、抗議事件では初の起訴となった。

## 工事反対派を批判する声
2016年7月 残りのヘリパッド建設工事再開に向けて沖縄県警のみならず、全国から機動隊や警察官が動員された。カナンファーム代表の依田啓示は、2016年頃には「活動家が千人近く高江に集結し、片っ端から車を止めて県道を封鎖していた。僕の事件が起きるまでにも地元住民とのトラブルが度々あり、一触即発の状態だった」と述べている。

### 反対派に関する疑惑

#### 極左暴力集団（過激派）・県外からの反対運動参加
沖縄県警察本部長の池田克史は2016年9月の沖縄県議会定例会一般質問において、「一般的に過激派といわれる極左暴力集団の参加も確認している」、「何割とは分からないが、県外からも各種団体・個人が相当数参加している」と述べている。
2017年3月9日には、警察庁警備局長の松本光弘は、参院内閣委員会で「反対運動を行っている者の一部には極左暴力集団も確認されていると承知している」と発言した。
同日、参議院で上記質問をした和田政宗は、Twitterで「極左暴力集団とはテロや殺人を行ってきた過激派を指す。こうした集団が基地反対運動に入り込んでいる事は極めて恐ろしい」と発言している。同じく同日、防衛省幹部は「県外から沖縄に入った過激派が、反基地運動を先鋭化させている側面もある」と主張している。

#### 「被害者ビジネス」を行う左翼団体等の反対運動参加
杉田水脈は、左翼団体であり森友学園と関連がある関西生コン支部が、沖縄の基地反対活動を行い、また、のりこえねっとの辛淑玉と懇意にしていることから、「沖縄の基地反対運動と森友問題に絡んだ左翼勢力が一本の線でつながります」と述べている。また、日本には激しいマイノリティ差別は存在しないにもかかわらず、「アイヌ民族、同和部落、在日韓国人・朝鮮人、そして琉球民族だ」などと、人種差別を創作し「被害者ビジネス」を行う団体も同じくつながっており、「沖縄の基地反対運動」も「社民党、共産党が、マスコミを利用して世論を扇動したのが今回の森友問題」も、在日団体や部落解放同盟も、「マイノリティ差別を利用した被害者ビジネスを国内で実施している人たちも、慰安婦問題などの反日プロパガンダを世界で広げる人たちもすべてつながっているという事がお分かりいただけたと思います。」と述べている。
我那覇真子は、沖縄平和運動センター議長の山城博治について被害者のふりをした加害者であると主張し、また「人権と表現の自由を脅かしている張本人」であると主張し、山城の「日本政府が表現の自由を侵害している」とする主張について「刑事被告人である彼が渡航を許可され、国際組織で話すことが許されていること自体が、日本で人権と表現の自由が尊重されていることを証明している」と反発している。

## 機動隊員による工事反対派への差別的発言
2016年10月、移設工事現場の警備にあたっていた大阪府警察所属の機動隊員2名が、反対派の市民に対し「土人」「支那人」などと発言したことについて、翁長雄志沖縄知事は19日、「未開の地域住民を侮蔑する意味を含み、一県民としても、県知事としても言語道断」と非難した。菅義偉官房長官は会見で「不適切な発言」と述べた。25日の参議院法務委員会では金田勝年法務大臣が「土人」は差別用語との認識を示し、「残念で許されない言動だ」と述べた。2名は発言について謝罪しており、後日懲戒処分となった。
反ヘイトスピーチの活動を行う弁護士の師岡康子は、沖縄タイムスにおいて、「土人」「シナ人」の発言は人種差別撤廃条約に違反し、弁明の余地はなく、大阪府警は謝罪すべきだと批判した。
一方で、反対派市民も警察官や防衛局職員に暴言を浴びせたり暴行を加えるなどしており、松井一郎大阪府知事が機動隊員の職務遂行を労うなど、擁護する声もある。
県外機動隊員の「土人」「シナ人」発言について、沖縄県議会は発言への抗議決議と意見書をそれぞれ県政与党（社民・社大・結、おきなわ、共産）と中立会派（公明、維新）による賛成多数で可決した。県政野党の自民党は「現場の抗議参加者の発言も自制すべきではないか」として反対した。県議会は後日、県公安委員会と県警本部に対し、抗議決議を手交する。決議では「発言は県民の誇りと尊厳を踏みにじり、癒やしがたい深い傷を与えた」「法を守り、市民県民の人権を守る先頭に立つべき機動隊員らによる発言に対し、県内外から多数の非難が出ており、不信感が広がっている事実を警察関係者は受け止めるべきだ」などと指摘している。

### 『琉球新報』による"琉球独立"報道
琉球新報は2016年10月29日、機動隊員による「土人」発言を批判する社説において、「差別発言を契機に、『自治権確立』、さらに『琉球独立』の声すら高まりつつあるように思われる。独立論の高まりは『日本』対『沖縄』の対立をさらに深めることになるだろう。日米両政府は沖縄への差別政策をやめるべきだ。沖縄に基地を集中する『構造的差別』が続く限り、県民の分断、『日本』対『沖縄』の亀裂は埋まらない」などとする社説を掲載した。これについて八重山日報編集長の仲新城誠は、「尖閣を狙う中国の国益と一致」しており、「奇妙」であると批判している。仲新城によると、「人民日報」系列紙の中国共産党機関紙「環球時報」は11月16日に「琉球は日本固有の領土とは言えない」、「琉球は独立国で、中国が長く宗主国だったが、日本に占領された」、「日本が琉球諸島を自国の領土にする目的で世界遺産登録を利用するなら、戦後の国際秩序への挑戦だ」という内容の論文を掲載している。

## 反対運動に関するDHCシアターの報道
ジャーナリストの井上和彦は、2017年1月のDHCシアター『ニュース女子』にて、市民団体「のりこえねっと」のチラシに、「往復の飛行機代相当、5万円を支援します。あとは自力でがんばってください」と本土から反対運動を行う特派員を募集のために交通費を支給していると説明。また、普天間基地周辺で見つけた茶封筒に「2万」などと書かれていることを説明し、反対派は何らかの組織に雇われて、日当をもらっているのではないかと述べた。さらに、井上は「韓国人はいるわ、中国人はいるわ」「（沖縄の）多数の人は、米軍基地に反対という声は聞かない」と発言している。
なお、この番組についてBPO（放送倫理・番組向上機構）の放送倫理検証委員会が審査を行い、同年12月に「重大な放送倫理違反があった」との意見を公表している。